# Бразилиа (баскетбольный клуб)
«Бразилиа» — бразильский профессиональный баскетбольный клуб из одноимённого города. Выступает в Чемпионате Бразилии.

## История

### 2000-06: Создание и консолидация
В 2000 году клуб был создан Университетом имени Сальгадо де Оливейры в Бразилии. С момента создания клуб становится неоднократным чемпионом города Бразилиа, но в национальном чемпионате клуб впервые появляется только в 2003 году, после инвестиций банка BRB. В том сезоне клуб становится обладателем Суперкубка с командой спортсменов с опытом выступления в национальной сборной, таких как Ратто, Алексей Карвальо и Сандро Варежао.
В 2004 году клуб становится двукратным обладателем Суперкубка. В 2005 году команда возглавляемая Жозе Роберто Луксом занимает в чемпионате 4-е место. В следующем году команда становится чемпионом, но результат сезона до сих пор производит противоречие. Официально, чемпионат Бразилии 2006 года не был окончен из-за судебного запрета, утверждавший что один игрок из команды "ТелемарРио де Жанейро" нерегулярно играл в одной шестёрке, в матче, определявший финалистов.

### 2007-12: Гегемония в национальном чемпионате
2007 год становится началом золотой эры баскетбольного клуба, в котором клуб становится шестикратным чемпионом регулярного чемпионата, четырёхкратным победителем плей-офф, чемпионом Южноамериканской баскетбольной лиги и Лиги ФИБА Америка. Такой прогресс команды стала возможным благодаря приходу бывших игроков "Рибейрау-Прету": Незиньо, Алекс Гарсия, Артур, Марсио Сиприано и Алисио.
В 2007 году после 20-ти подряд побед, команда побила рекорд посещаемости чемпионата Бразилии в матче против "Фламенго" (24,286 зрителя). Под руководством Жозе Карлоса Видаля команда становится чемпионом Бразилии. После этого сезона команду покидают два ключевых игрока: Алекс Гарсия и Незиньо.
В 2008 году вместо Незиньи и Алекса Гарсии в команду пришли Валтиньо и американец Морис Спиллерс. Команда во главе с Лулой Феррейрой проиграла в финале "Фламенго" (0-3).
В 2009 году в команду возвращается Алекс Гарсия. В финале команда обратно проигрывает "Фламенго" (2-3). В международной арене команда обыграв в финале мексиканский клуб "Хальконес Халапа" впервые становится чемпионом Лиги ФИБА Америка.
В 2010 году в команду возвращается Незиньо. В финале команда обыгрывает "Фламенго" (3-2).
В следующем сезоне команда должна была играть под именем Университетского центра "Бразилиа" (УНИСЕУБ). Из-за политических разногласии команда переезжает из Бразилии в Уберландию. С изменением расположении, команду покидают Валтиньо и Эстевам, вместо Лулы Феррейры тренером команды становится обратно Жозе Карлос Видаль.
Изменив синий и белый цвет на красный, команда во второй раз обыгрывает "Фламенго" в финале чемпионата и в финале Южноамериканской лиги. В 2012 году команда также становится чемпионом страны.

### 2013-по н.в.: Конец гегемонии и возобновление
В 2013 году, после шести удачных сезонов команда впервые остаётся без титулов. В чемпионате команда проигрывает в четвертьфинале "Сан-Жозе" (2-3). После этого неудачного сезона Видаль покидает клуб, вместо него главным тренером клуба становится трёхкратный чемпион Аргентины Серхио Эрнандес.
С Эрнандесом клуб становится чемпионом Южноамериканской лиги во второй раз, но крупно проигрывает в четвертьфинале во второй раз от "Сан-Жозе" (0-3). В конце сезона команду покидают Незиньо и Алекс Гарсия, вместо них в команду приходит опытный бразилец Фульвио. В 2014 году команду обратно возглавляет Видаль. В этом же году команда обратно проигрывает в четвертьфинале, на этот раз "Лимейре".
В 2015 году команда начинает менять вектор развития. Клуб подписывает контракты с молодыми талантами Бразилии: Дериком Рамосом и Джефферсоном Кампосом. В этом сезоне команда в третий раз становится чемпионом Южноамериканской лиги. В чемпионате команда проигрывает в полуфинале "Бауру".

## Достижения
Лига ФИБА Америка
- Чемпион (1): 2008–09

Южноамериканская лига по баскетболу
- Чемпион (3): 2010, 2013, 2015
- Финалист (1): 2012

Чемпионат Бразилии по баскетболу
- Чемпион (4): 2007, 2009–10, 2010–11, 2011–12
- Финалист (2): 2008, 2008–09

Кубок Бразилии по баскетболу
- Чемпион (2): 2003, 2004

Чемпионат города Бразилии по баскетболу
- Чемпион (11): 2002, 2003, 2004, 2005, 2006, 2007, 2008, 2009, 2010, 2013, 2015, 2016

## Состав

### Текущий состав
| \| Поз. \| № \| Гражд. \| Имя \| Дата рождения (возраст) \| Рост \| Вес \| Звание \| \| ---- \| -- \| ------ \| ----------------------- \| ------------------------- \| ------ \| --- \| ------ \| \| З \| 1 \| \| Педру Феррейра да Силва \| 2 января 1995 (30 лет) \| 196 см \| \| \| \| З/Ф \| 3 \| \| Джефферсон Кампос \| 9 февраля 1991 (34 года) \| 185 см \| \| \| \| Ф/Ц \| 5 \| \| Энрике Пилар \| 14 февраля 1984 (41 год) \| 198 см \| \| \| \| Ф \| 7 \| \| Паолу Лоуреншу \| 13 октября 1994 (30 лет) \| 193 см \| \| \| \| З \| 8 \| \| Виктор Силвейра \| 5 июня 1995 (30 лет) \| 183 см \| \| \| \| З/Ф \| 9 \| \| Дерик Рамос \| 14 июня 1994 (31 год) \| 185 см \| \| \| \| Ф \| 10 \| \| Алекс Оливейра \| 17 августа 1983 (41 год) \| 194 см \| \| \| \| З \| 11 \| \| Фульвио де Ассис \| 15 августа 1981 (43 года) \| 186 см \| \| \| \| Ф/Ц \| 12 \| \| Гуильерме Джованни \| 2 июня 1980 (45 лет) \| 204 см \| \| \| \| Ф \| 14 \| \| Джонни Лима \| 18 февраля 1996 (29 лет) \| 196 см \| \| \| \| Ф/Ц \| 15 \| \| Жоау Бернарди \| 8 июня 1990 (35 лет) \| 198 см \| \| \| \| Ц \| 16 \| \| Даниель Алемао \| 14 декабря 1983 (41 год) \| 202 см \| \| \| \| Ц \| 28 \| \| Лукас Мариано \| 24 сентября 1993 (31 год) \| 207 см \| \| \| \| Ц \| 32 \| \| Яго Араужо \| 16 марта 1995 (30 лет) \| 206 см \| \| \| \| Ц \| 33 \| \| Ромуло Коста \| 1 октября 1995 (29 лет) \| 205 см \| \| \| \| Ф \| 55 \| \| Кельвин Сантос \| 10 декабря 1995 (29 лет) \| 180 см \| \| \| | Главный тренер - Бруно Савиньяни Ассистенты тренера - Пауло Сантьяго - Бренно Блассиоли Легенда - (К) — Капитан команды Последнее изменение: 25 декабря 2016 года |               |                         |                           |        |     |        |
| Поз. | № | Гражд.        | Имя                     | Дата рождения (возраст)   | Рост   | Вес | Звание |
| З | 1 | Флаг Бразилии | Педру Феррейра да Силва | 2 января 1995 (30 лет)    | 196 см |     |        |
| З/Ф | 3 | Флаг Бразилии | Джефферсон Кампос       | 9 февраля 1991 (34 года)  | 185 см |     |        |
| Ф/Ц | 5 | Флаг Бразилии | Энрике Пилар            | 14 февраля 1984 (41 год)  | 198 см |     |        |
| Ф | 7 | Флаг Бразилии | Паолу Лоуреншу          | 13 октября 1994 (30 лет)  | 193 см |     |        |
| З | 8 | Флаг Бразилии | Виктор Силвейра         | 5 июня 1995 (30 лет)      | 183 см |     |        |
| З/Ф | 9 | Флаг Бразилии | Дерик Рамос             | 14 июня 1994 (31 год)     | 185 см |     |        |
| Ф | 10 | Флаг Бразилии | Алекс Оливейра          | 17 августа 1983 (41 год)  | 194 см |     |        |
| З | 11 | Флаг Бразилии | Фульвио де Ассис        | 15 августа 1981 (43 года) | 186 см |     |        |
| Ф/Ц | 12 | Флаг Бразилии | Гуильерме Джованни      | 2 июня 1980 (45 лет)      | 204 см |     |        |
| Ф | 14 | Флаг Бразилии | Джонни Лима             | 18 февраля 1996 (29 лет)  | 196 см |     |        |
| Ф/Ц | 15 | Флаг Бразилии | Жоау Бернарди           | 8 июня 1990 (35 лет)      | 198 см |     |        |
| Ц | 16 | Флаг Бразилии | Даниель Алемао          | 14 декабря 1983 (41 год)  | 202 см |     |        |
| Ц | 28 | Флаг Бразилии | Лукас Мариано           | 24 сентября 1993 (31 год) | 207 см |     |        |
| Ц | 32 | Флаг Бразилии | Яго Араужо              | 16 марта 1995 (30 лет)    | 206 см |     |        |
| Ц | 33 | Флаг Бразилии | Ромуло Коста            | 1 октября 1995 (29 лет)   | 205 см |     |        |
| Ф | 55 | Флаг Бразилии | Кельвин Сантос          | 10 декабря 1995 (29 лет)  | 180 см |     |        |

### Известные игроки
- Фаб Мело

## Достижения и награды франшизы

### Лидеры франшизы
| Категория        | Игрок                                                 | Статистика | Дата                                           |
| ---------------- | ----------------------------------------------------- | ---------- | ---------------------------------------------- |
| Очков            | Незиньо дос Сантос                                    | 40         | 26 февраля 2013                                |
| Минут            | -                                                     | -          | -                                              |
| Подборов         | Рональд Рейес                                         | 20         | 18 января 2014                                 |
| Ассистов         | Незиньо дос Сантос                                    | 18         | 7 февраля 2010                                 |
| Перехватов       | Вальтер да Силва Незиньо дос Сантос Джефферсон Кампос | 6          | 15 января 2010 10 декабря 2010 22 декабря 2015 |
| Блок-шотов       | Рональд Рейес                                         | 5          | 21 марта 2015                                  |
| Чистых очков     | -                                                     | -          | -                                              |
| 3-очковые        | Незиньо дос Сантос                                    | 8          | 26 февраля 2013                                |
| Штрафных бросков | Вальтер да Силва                                      | 17         | 15 марта 2009                                  |
| Потерь           | -                                                     | -          | -                                              |

| Категория        | Игрок                                 | Статистика | Дата                   |
| ---------------- | ------------------------------------- | ---------- | ---------------------- |
| Очков            | Гуильерме Джованни Незиньо дос Сантос | 36         | 6 мая 2011 3 мая 2013  |
| Минут            | -                                     | -          | -                      |
| Подборов         | Паулао Престес Рональд Рейес          | 14         | 1 мая 2013 10 мая 2016 |
| Ассистов         | Фульвио де Ассис                      | 13         | 10 мая 2016            |
| Перехватов       | Незиньо дос Сантос                    | 6          | 6 мая 2011             |
| Блок-шотов       | Алекс Гарсия                          | 4          | 7 мая 2010             |
| Чистых очков     | -                                     | -          | -                      |
| 3-очковые        | Незиньо дос Сантос                    | 8          | 3 мая 2013             |
| Штрафных бросков | Алекс Гарсия                          | 16         | 22 мая 2011            |
| Потерь           | -                                     | -          | -                      |